# روبرت ماينارد هاتشينز
روبرت ماينارد هاتشينز (بالإنجليزية: Robert Maynard Hutchins)‏ هو تربوي أمريكي، ولد في 17 يناير 1899 في بروكلين في الولايات المتحدة، وتوفي في 17 مايو 1977 في سانتا باربارا في الولايات المتحدة.

## وصلات خارجية
- روبرت ماينارد هاتشينز على موقع الموسوعة البريطانية (الإنجليزية)
- روبرت ماينارد هاتشينز على موقع مونزينجر (الألمانية)
- روبرت ماينارد هاتشينز على موقع إن إن دي بي (الإنجليزية)